# روبرت هولدن (دراجات نارية)
روبرت هولدن (بالإنجليزية: Robert Holden)‏ مواليد 17 ديسمبر 1958 في غرب يوركشير، يوركشاير، إنجلترا - الوفاة 31 مايو 1996 في جزيرة مان، كان متسابق دراجات نارية نيوزلندي فاز بكأس جزيرة مان السياحية. توفي إثر حادث تعرض له أثناء التدريب على ظهر دراجة دوكاتي 916.

## البطولات
- كأس جزيرة مان السياحية 1995